# Великое переселение народов

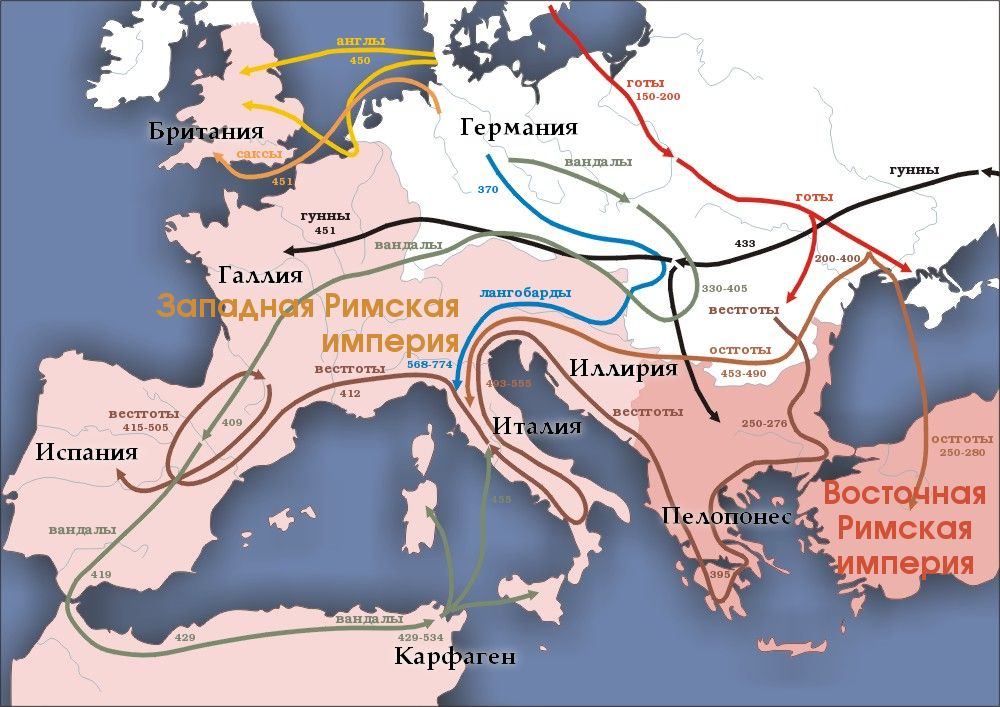
Карта переселения народов. Поясняет формирование языковой среды

Вели́кое переселе́ние наро́дов — условное название совокупности этнических перемещений в Европе в IV—VII веках, главным образом с периферии Римской империи, инициированное вторжением гуннов с востока в середине IV века н. э.
Одним из ключевых событий был климатический пессимум раннего Средневековья, начавшийся в 535 году н. э., но катализатором миграций стали поражение державы хунну в продолжительной войне с китайской империей Хань и завоевание Европы гуннами за 160 лет до этого события. Великое переселение можно рассматривать в качестве составной части глобальных миграционных процессов, охватывающих семь-восемь веков. Характерной особенностью переселения был тот факт, что ядро Западной Римской империи (включая в первую очередь Италию, Галлию, Испанию и отчасти Дакию), куда направилась, в конечном счёте, масса германских переселенцев, к началу V века новой эры уже было достаточно плотно заселено самими римлянами и романизированными кельтскими народами. Под ударами гуннов Римская империя была ослаблена и фактически разбита на две части. Римляне были вынуждены уйти из ранее завоеванных колоний, в том числе и с Британских островов. Одновременно под давлением гуннов германские племена англов и саксов вынуждены были бежать на запад и поселились на Британских островах, потеснив коренных жителей кельтов. Таким образом, завоевание Европы гуннами способствовало впоследствии образованию Великобритании. Великое переселение народов сопровождалось культурными, языковыми, а впоследствии и религиозными конфликтами между германскими племенами и романизированным оседлым населением. Великие переселения заложили фундаменты образования и развития на европейском континенте новых государств в период Средневековья.

## Хронология событий (IV—VII века)
- 354 год. В Европу с востока вторглись гунны — «народ всадников». Начало Великого переселения народов. Позже «гунны утомили алан частыми стычками», подчинили их.
- 375 год. Гунны уничтожили государство остготов Германариха между Балтийским и Чёрным морями.
- 400 год. Начало заселения нижними франками территории современных Нидерландов (была заселена батавами и фризами), которая тогда ещё принадлежала Риму.
- 402 год. Передовые отряды короля вестготов Алариха, вторгшиеся в Италию, потерпели поражение от римского войска.
- 406 год. Франки были вытеснены с Рейна вандалами, алеманнами и аланами. Франки заняли север левого берега Рейна, алеманны — юг.
- 409 год. Вандалы вместе с аланами и свевами проникли в Испанию.
- 410 год. Вестготы под командованием короля Алариха захватили и разграбили Рим.
- 415 год. Вестготы вытеснили из Испании аланов, вандалов и свевов, проникших туда в 409 году.
- 434 год. Трон гуннов заняли братья Бледа и Аттила.
- 445 год. После убийства Бледы единовластным правителем (королём) державы гуннов стал Аттила.
- 449 год. Британия была захвачена англами, саксами, ютами и фризами.
- 450 год. Начало перемещения народов через Дакию (территория современной Румынии): гунны и гепиды (450), авары (567), славяне и булгары (680), венгры (830), печенеги (900), куманы (1050).
- 451 год. Каталаунская битва между гуннами с одной стороны и союзом франков, готов и римлян с другой. Возглавлял гуннов Аттила, римлян — Флавий Аэций.
- 452 год. Гунны опустошили север Италии.
- 453 год. Остготы заселили Паннонию (современная Венгрия).
- 454 год. Вандалы захватили Мальту, которая с 494 года находилась под властью остготов.
- 458 год. Вандалы захватили Сардинию (до 533 года).
- 476 год. Последний западно-римский император — малолетний Ромул Августул был низвергнут военачальником-германцем Одоакром. Одоакр отослал императорские регалии в Константинополь. Традиционная дата падения Западной Римской империи.
- 486 год. Король франков Хлодвиг I нанёс поражение последнему римскому правителю в Галлии Сиагрию. Было основано Франкское государство (в 508 году Хлодвиг сделал своей столицей Париж).
- 500 год. Бавары (баювары, маркоманы) проникли с территории современной Чехии на территорию современной Баварии. Чехи заняли территорию современной Чехии. Славянские племена проникли в Дунайские провинции Восточной Римской империи (Византии). Лангобарды Герулы в 476—491 Г. оказали помощь Одоакру в разгроме Западной Римской империи, позднее — Юстиниану в борьбе против персов, вандалов, остготов. Потерпев поражение от гепидов и лангобардов (512), Г. из Среднего Подунавья ушли в Ютландию, оставшихся в VI в. покорили лангобарды. Бретоны, изгнанные англосаксами с Британии, переселились в Бретань. В Шотландию из Северной Ирландии проникли скотты (в 844 году они создали там своё королевство).
- VI век. Славянские племена заселили Мекленбург.
- 541 год. Ставший королём остготов Тотила начал войну с византийцами, продлившуюся до 550 года, в её ходе была захвачена почти вся Италия.
- 570 год. Азиатские кочевые племена аваров создали государство на территории современных Венгрии и Нижней Австрии.
- 585 год. Вестготы подчинили себе всю Испанию.
- 600 год. Чехи и словаки, находившиеся в зависимости от аваров, заселили территорию современной Чехии и Моравии.
- VII век. Славяне заняли земли к востоку от Эльбы при частичной ассимиляции германского населения[1]. Сербы и хорваты проникли на территорию современных Боснии и Далмации, они освоили значительные регионы Византии.

## Причины
Великое переселение народов началось ещё в конце римского климатического оптимума — вероятно, одной из его причин стал вызванный этим оптимумом быстрый прирост населения в северной части Европы. Конкретным же толчком к переселению стало нападение гуннов в 375/376 годах на Центральную Европу.
Большинство историков считает одной из главных причин переселения народов совпадающий в основном с ним по времени климатический пессимум раннего Средневековья, пришедший на смену римскому оптимуму. Это повлекло за собою уход из оскудевших и неблагоприятных регионов в поиске более привлекательных земель для проживания — население территорий с континентальным климатом устремилось в районы с более мягким климатом. Пик переселения пришёлся на период резкого похолодания 535—536 годов.
Во время пессимума произошли крушение Западной Римской империи и демографический упадок. Население Южной Европы снизилось с 37 до 10 млн человек. В VI в. н. э. численность населения областей, которые ранее принадлежали Западной Римской империи, сильно сократилась. Множество сёл, в основном к северу от Альп, было заброшено и поросло лесом. Анализ пыльцы указывает на общий упадок земледелия. Причинами сокращения населения были, наряду с войнами, частые неурожаи и эпидемии; росла заболеваемость, детская и старческая смертность.
Бури и наводнения привели к утрате части суши на побережье Северного моря и в Южной Англии. В Италии в VI веке н. э. отмечаются частые наводнения. Епископ Григорий Турский сообщает, что в 580-е годы во Франции частыми были сильные ливни, непогода, наводнения, массовый голод, неурожай, поздние заморозки, жертвами которых становились птицы. В Норвегии в VI веке н. э. было заброшено 40 % крестьянских хозяйств.
Новые поселения, основанные в VII веке н. э., характеризуются новой структурой и указывают на культурный разрыв с прежней традицией.

### Поражение хунну в Китае
Поражение хунну в Китае привело к откочёвке хунну в Джунгарию, а также к эффекту домино на пути откочёвки — переселение гуннов (согласно широко распространённому мнению, часть хунну дошла до Европы и, смешавшись по пути с тюркскими, восточно-сарматскими и угорскими племенами, дала начало новому народу, который в Европе известен под названием гунны) вызывало переселения народов, случайно оказавшихся на их пути, что в свою очередь вызывало переселения уже других народов.

### Упадок Римской империи
Одной из основных причин средневекового Великого переселения народов стало ослабление Римской империи, вызванное целым комплексом этнических, географических, климатических и экономических факторов.
В политической жизни господствовал деспотизм императорской власти и борьба за власть претендентов на престол из числа видных военачальников, что вылилось в масштабную смуту времён «солдатских императоров» III в. н. э. Армия из ополчения граждан превратилась в профессиональное объединение со всё более и более увеличивающимся процентом присутствия представителей варварских народов.
Рост населения в средиземноморском ядре империи привёл к утрате лесных угодий, постепенному опустыниванию, развитию эрозии, переориентации хозяйства на мелкое скотоводство (козы, овцы), примитивизации быта. Обезлюдению ряда ранее плодородных земель способствовал климатический пессимум раннего Средневековья.
Изменялись жизненные устои и ценности римлян. Римская империя позднего времени — это типичное средиземноморское государство, в значительной степени ориентализированное, со слабой армией и смещением центра общественной жизни с внешней политики (война, торговля, экспансия) на празднества, застолья, то есть наслаждение жизнью.

#### Бытовые контакты
Усилившиеся бытовые контакты между романским и пришлым населением окончательно укрепили стереотипы, сохраняющиеся в Европе наших дней в представлениях этих двух групп народов друг о друге. Находившееся в кризисе римское государство делало попытки оживить внутреннюю жизнь империи за счёт привлечения предприимчивых северных и восточных наёмников. Однако отношения между римской и «варварской» знатью складывались непросто. Корнелий Сулла уничтожил к 78 году до н. э. почти 4,9 тыс. знатных римских граждан и враждебные этносы (самниты, этруски). Опираясь прежде всего на наёмников, он вводил угодных себе людей в сенат.
Важной опорой режима стали отслужившие солдаты (27 легионов, более ста тысяч человек, нередко бывшие «варвары»), расселённые по всей Италии в колониях, выведенных на земли, полученные от конфискаций (в частности, во всех городах, оказавших сопротивление). Волю получило около 10 тысяч рабов опальных римлян, при этом эти рабы постепенно достигали вершин римского общества. В первые века нашей эры на земли империи были почти полностью переселены агафирсы и бастарны, игравшие заметную роль в развитии Скифии (Сарматии) и затем заметные в жизни империи. Связи Рим — «варварский мир» более тысячи лет были сложны и многообразны, не сводимы лишь к последним векам «бытовых контактов».

#### Нарастание напряжённости на границах Римской империи
Внутри империи намечается постепенный сдвиг центра влияния из Италии и Испании в сторону более экономически активной (и не-типично романской) Галлии — с большим количеством осадков и более интенсивной торговлей. В свою очередь, германские народы, жившие рядом с границей, всё более и более вовлекались в экономическую и политическую жизнь Империи. Пользуясь ослаблением границ после смуты III в. н. э., целые народы заселяли приграничные районы, со временем добиваясь юридического признания факта своего присутствия через институт феода, то есть фактически двоевластия на занятых территориях.
Собственно римская администрация сохранялась лишь там, где продолжали существовать регулярные римские войска. Так, длительное время римское право действовало в Северной Галлии (государство Сиагрия, уничтоженное лишь в 486 году Хлодвигом), в Северной Италии (Одоакр), в Далмации (до 480 года).

## Оценка численности
Численность германских племен в эпоху античности Б. Ц. Урланис оценивает в 3 миллиона человек: на момент начала великого переселения народов численность франков оценивалась в 80 тысяч человек, бургундов в 100 тысяч человек, вандалов в 20 тысяч человек (а на момент пересечения Гибралтарского пролива уже в 80 тысяч человек). Численность самых многочисленных германских народов составляла от 80 до 120 тысяч человек, а мелких народов от 25 до 50 тысяч человек. Требеллий Поллион пишет о 320 тысячах готов во время вторжения 267 года в Римскую империю и 40 000 всадников и 80 000 человек пехоты у ютунгов при императоре Аврелиане, император Проб заявил об уничтожении 400 тысяч германцев во время похода 277 года, согласно Евнапию у вестготов при переходе через Дунай в 376 году было 200 тысяч воинов, Иордан пишет об армии франков в 200 тысяч человек в 539 году в Италии, но Х. Дельбрюк подвергает сомнению древние источники о численности армий германских народов и пишет об армии алеманнов при Страсбурге всего в около 6000 человек (максимально 10 тысяч человек), а об армии вестготов при Адрианополе от 12 тысяч до максимум 15 тысяч человек. Существуют противоречивые данные о численности гуннов. Так, китайские хроники пишут об армии гуннов в 100—400 тысяч человек. По данным же римских источников V века в 409 году Гонорий использовал 10 тысяч гуннов против Алариха. Эдвард Томпсон считает, что гуннов могло быть намного меньше 10 тысяч человек.
С другой стороны, общая численность населения Римской империи и римской армии намного превосходила численность варваров. Например, Х. Дельбрюк одновременно с оценкой армий варваров в максимум 15 тысяч человек определяет численность населения Римской империи в середине 3 столетия в минимум 90 миллионов человек. Английский историк Гиббон определил численность населения Римской империи при Антонинах в 120 миллионов человек: римских граждан 20 миллионов, жителей провинций 40 миллионов, а рабов 60 миллионов. К. Ю. Белох население Римской империи к моменту смерти Августа определил в 54 миллиона человек. Впрочем, современные историки не согласны с оценкой Гиббона и оценивают население римской империи в 54 миллиона человек. Английский историк Форд оценивал население обеих частей римской империи в 395 году в 120 миллионов человек. Население одной только римской Галлии Ф. Бродель оценивает в 10 миллионов человек. В эпоху Гонория общая численность войск обеих частей Римской империи составляла 900 000-1 000 000 солдат. После реформ Диоклетиана и Константина численность римской армии составила 600—650 тысяч человек, из которых 200 тысяч составляла мобильная армия, а остальное — гарнизоны.

### Демографический аспект переселений
Рост благосостояния вследствие возросшей самоорганизации и торговли со Средиземноморьем и Северным Причерноморьем приводит к демографическому взрыву у народов, населявших Скифию и Сарматию, включая и готов (сами готы себя от германцев отличали). Северная Евразия, с её холодным климатом и малоосвоенными в сельскохозяйственном отношении землями, не в состоянии была прокормить всё прирастающее население. Исход на юг, в слабозаселённые территории у границ Римской империи (это в первую очередь бассейн Рейна, Швейцария (римская Реция), Паннония и Балканы) был неизбежен и являлся вопросом времени. Правители Рима ещё более ускорили этот процесс, привлекая наёмников (аланов, готов, гуннов и т. д.) в римскую армию и раздавая их семьям наделы на окраинах империи. На эти территории соседние народы привлекали более мягкий климат, обилие сельскохозяйственной продукции, а также постепенное ослабление правительственного аппарата империи и его бо́льшая зависимость от активных и свободолюбивых выходцев из Скифии и Германии.

## Внутренние процессы в мигрирующих сообществах
Внутренние процессы в мигрирующих сообществах были связаны как с увеличением их численности, так и с потребностями выжить в условиях ухудшающегося климата и др.
Это отразила знаменитая «легенда об олене» — о переправе гуннов (и их предшественников) через Меотиду (Азовское море) вслед за чудесно появившимся животным-проводником в благодатную землю.

### Легенда об олене
Редакция Созомена является наиболее ранней и полной среди сохранившихся: «Однажды случилось, что преследуемый оводом бык перешёл через озеро и за ним последовал пастух; увидав противолежащую землю, он сообщил о ней соплеменникам. Другие говорят, что перебежавшая лань показала охотившимся Гуннам
эту дорогу, слегка прикрытую сверху водою. В тот раз они возвратились назад, с удивлением осмотрев страну, более умеренную по климату и удобную для земледелия, и доложили правителю, что они видели». Легенда отчасти подчёркивала, что переселявшиеся народы искали земли, более благоприятные по климату и удобные для земледелия. Но здесь глубины памяти уходят в античные тысячелетия, где тоже было немало «великих переселений».
Ещё А. А. Васильев трактовал легенду как «пережиток античного мифа об Ио, в которую влюбился Зевс, и которую Гера обратила в корову». Он отметил также, что сложное прилагательное, οἰστροδίνητος — «ужаленный слепнем, оводом», употреблённое Эсхилом для Ио, попало через ряд посредствующих звеньев к позднеантичным авторам.
Иордан, ссылаясь на сообщение Приска, привёл легенду так: «Охотники из этого племени (гуннов), выискивая однажды, как обычно, дичь на берегу внутренней Мэотиды, заметили, что вдруг перед ними появился олень, вошёл в озеро и, то ступая вперёд, то приостанавливаясь, представлялся указующим путь. Последовав за ним, охотники пешим ходом перешли Мэотийское озеро, которое (до тех пор) считали непроходимым как море. Лишь только перед ними, ничего не ведающими, показалась скифская земля, олень исчез».
Прокопий Кесарийский в сочинении «Война с готами» более развернул текст: «По их (приазовцев, киммерийцев) рассказам, если только это предание правильно, однажды несколько юношей киммерийцев, предаваясь охоте с охотничьими собаками, гнали лань; она, убегая от них, бросилась в эти воды. Юноши из-за честолюбия ли, или охваченные азартом, или их побудила к этому какая-либо таинственная воля божества, последовали за этой ланью и не отставали от неё, пока вместе с ней они не достигли противоположного берега. Тут преследуемое ими животное (кто может сказать, что это было такое?) тотчас же исчезло (мне кажется, это оно явилось только с той целью, чтобы причинить несчастье живущим там варварам); но юноши, потерпев неудачу в охоте, нашли для себя неожиданную возможность для новых битв и добычи. Вернувшись возможно скорее в отеческие пределы, они тотчас же поставили всех киммерийцев в известность, что для них эти воды вполне проходимы. И вот, взявшись тотчас же всем народом за оружие, они перешли без замедления „Болото“ и оказались на противоположном материке». Здесь гунны выступают как продолжатели киммерийцев.
При описании расселения народов «киммерийцы» обозначены как древнее название утигуров, а затем как древнее название всех гуннов, которые позже разделились и стали называться утигурами и кутригурами по именам двух братьев-правителей. В третий раз «киммерийцы» встречаются в тексте легенды и последний раз при цитировании рассказа Геродота о разделении мира на три части для обозначения границы между Европой и Азией. Одни исследователи считают это влиянием Геродота, а другие видят в подходе Прокопия более масштабное осмысление всех «великих переселений» с земель Киммерии, затем Скифии.
Различие в образе животного-проводника (олень (самка оленя) — бык (корова)), по мнению А. В. Гадло, «свидетельствует о том, что это предание родилось и бытовало у двух различных по образу жизни и хозяйству групп — лесных охотников и скотоводов степи».
По Е. Ч. Скржинской, «историческую ценность в легенде об олене представляет указание места, где совершился переход гуннов (вернее, некоторой их части) в Скифию». Другие учёные отрицают возможность такой трактовки. Вместе с тем по многотысячелетней традиции такого рода легенды (типа легенды об Ио) отчасти подтверждают активность именно народов Скифии (Сарматии) в истории различных «великих переселений» преимущественно в силу природно-климатических причин и в связи с перенаселённостью, отчасти с вражеским давлением.

### Война V века
В сочинении «Войны с готами» Прокопий использует этноним "гунны" 4 раза.

## Славянская колонизация Балкан

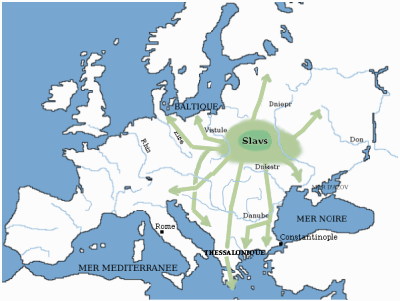
Миграция ранних славян в Европе в V–X вв.

Славянская колонизация Балкан стала одним из важнейших миграционных векторов эпохи Великого переселения народов. Активная фаза колонизации пришлась на VI—VIII века. Информация о первом появлении славян на Балканах в V веке фиксируется в трудах византийских писателей-историков: Прокопия Кесарийского и Иоанна Эфесского. К VII веку славянские племена прочно закрепились на Балканском полуострове и стали постепенно двигаться в сторону Пелопоннеса и Эгейских островов. Позднее некоторые группы славян проникли и в Анатолию — славяне в Малой Азии. В VII—VIII веках славяне создали несколько государственных образований и со временем стали значительной силой на Балканском полуострове.

## Последствия

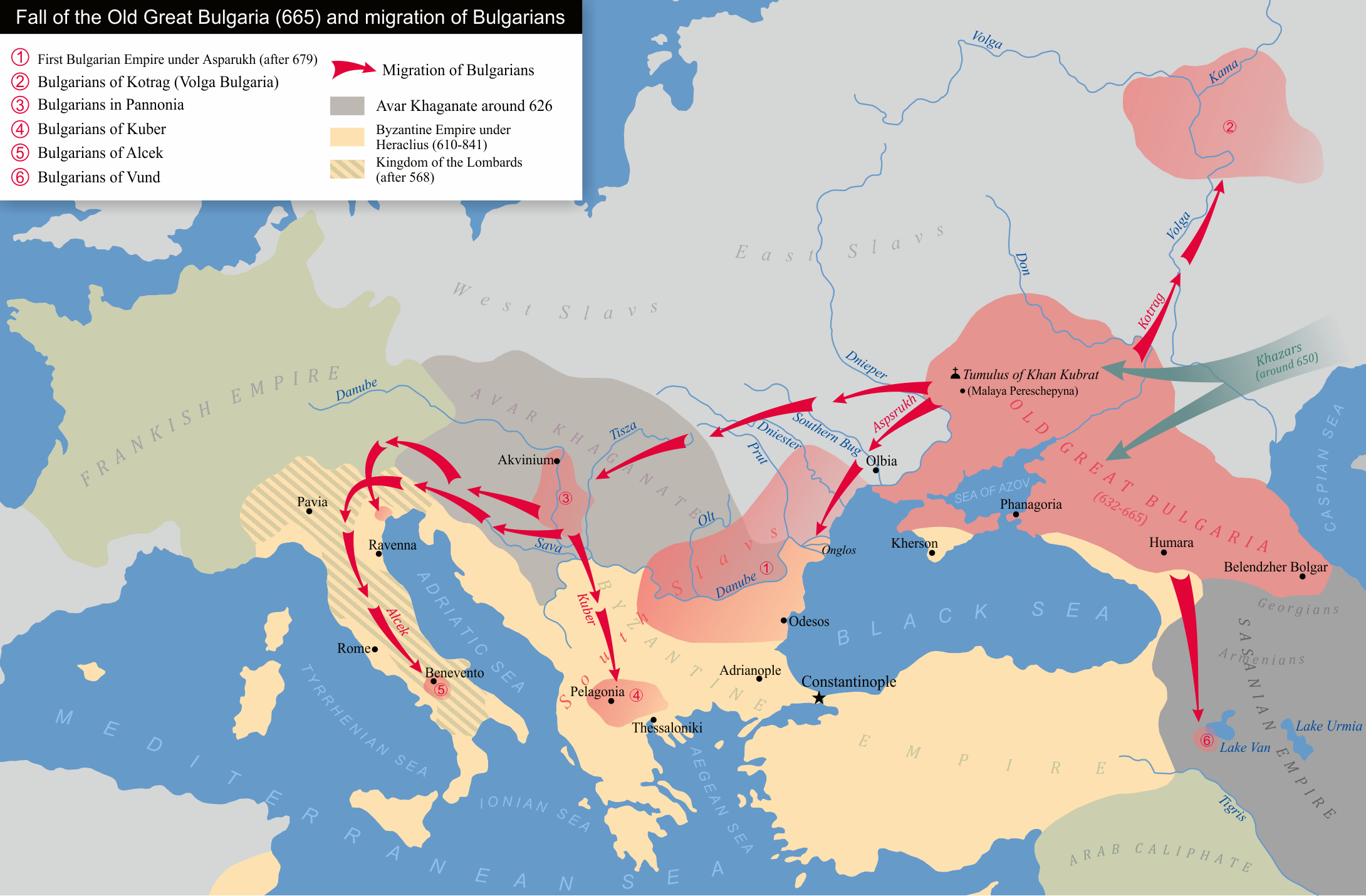
Миграция и расселение булгар в VI–VII вв. н.э.

Переселение внесло свою лепту в формирование единой латинской языковой системы Европы (так называемой «вульгарной латыни»), на основе которой образовались многие языки Западной Европы. Результаты этого процесса нельзя расценивать однозначно.
С одной стороны, в ходе войн было уничтожено немало народностей и племён, и нанесён существенный урон зарождавшейся культуре северных племён и кочевых народов. Так, к примеру, прервалась история гуннов; были безжалостно уничтожены многие племена коренных народов Северной Европы, разграблены древние памятники этих народов: обелиски, курганы и так далее.
Но с другой стороны, благодаря великому переселению многие народы «окультурились», некоторые из них стали предшественниками современных европейских государств, сложились новые культуры — перемешавшись, племена позаимствовали друг у друга немало знаний и навыков.